# 刘维尔–阿诺德定理
动力系统理论中，刘维尔–阿诺德定理指出，若在具有n自由度的哈密顿力学系统中，存在n个泊松交换的独立第一运动积分，且能级集是紧的，则就存在到作用量-角度坐标的正则变换，变换后的哈密顿量只依赖于作用量坐标，角度坐标随时间线性变化。因此，若能分离级同时集（level simultaneous set）条件，系统的运动方程便可通过化方求解。定理得名于约瑟夫·刘维尔和弗拉基米尔·阿诺德。（pp. 270–272）

## 历史
定理的原始形式是刘维尔于1853年针对{\displaystyle \mathbb {R} ^{2n}}上具有规范辛结构的函数证明的。阿诺德在1974年出版的教科书《经典力学的数学方法》中给出了到辛流形的推广。

## 陈述

### 初步定义
令{\displaystyle (M^{2n},\omega )}是{\displaystyle 2n}维辛流形，具有辛结构{\displaystyle \omega }。
{\displaystyle M^{2n}}上的可积系统是{\displaystyle M^{2n}}上的n个函数组成的集合，记作{\displaystyle F=(F_{1},\cdots ,F_{n})}，满足
- （一般）线性独立：稠密集上{\displaystyle dF_{1}\wedge \cdots \wedge dF_{n}\neq 0}
- 相互泊松交换：泊松括号{\displaystyle (F_{i},F_{j})}对任意一对{\displaystyle i,j}都为0

泊松括号是每个{\displaystyle F_{i}}对应的哈密顿向量场的李氏括号。简单说，若{\displaystyle X_{H}}是对应于光滑函数{\displaystyle H:M^{2n}\rightarrow \mathbb {R} }的哈密顿向量场，则对两光滑函数{\displaystyle F,G}，泊松括号是{\displaystyle (F,G)=[X_{F},X_{G}]}。
若{\displaystyle df_{1}\wedge \cdots \wedge df_{n}(p)\neq 0}，则称点p是正则点（regular point）。
可积系统定义了函数{\displaystyle F:M^{2n}\rightarrow \mathbb {R} ^{n}}。{\displaystyle L_{\mathbf {c} }}表示函数{\displaystyle F_{i}}的水平集
{\displaystyle L_{\mathbf {c} }=\{x:F_{i}(x)=c_{i}\},}
或记作{\displaystyle L_{\mathbf {c} }=F^{-1}(\mathbf {c} )}。
若给{\displaystyle M^{2n}}附加一个区分函数H的结构，则当H可以补全（completed）为可积系统时（即存在可积系统{\displaystyle F=(F_{1}=H,F_{2},\cdots ,F_{n})}），哈密顿系统{\displaystyle (M^{2n},\omega ,H)}是可积的。

### 定理
若{\displaystyle (M^{2n},\omega ,F)}是可积哈密顿系统、p是正则点，则定理描述了正则点的像{\displaystyle c=F(p)}的水平集{\displaystyle L_{c}}：
- {\displaystyle L_{c}}是光滑流形，在由{\displaystyle H=F_{1}}引发的哈密顿流作用下不变（因此在可积系统的任何元素引发的哈密顿流下也不变）。
- 若{\displaystyle L_{c}}更紧且连通，则就微分同胚于N-环面{\displaystyle T^{n}}。
- {\displaystyle L_{c}}上存在（局部）坐标{\displaystyle (\theta _{1},\cdots ,\theta _{n},\omega _{1},\cdots ,\omega _{n})}，使得{\displaystyle \omega _{i}}在水平集上为常，而{\displaystyle {\dot {\theta }}_{i}:=(H,\theta _{i})=\omega _{i}}。这些坐标称作作用量-角度坐标。

## 刘维尔可积系统例子
可积的哈密顿系统可称作“刘维尔意义上可积”或“刘维尔可积”。比较知名的例子如下。
一些记号是文献中的标准符号。考虑的辛流形是{\displaystyle \mathbb {R} ^{2n}}时，其坐标通常写作{\displaystyle (q_{1},\cdots ,q_{n},p_{1},\cdots ,p_{n})}，规范辛形式是{\displaystyle \omega =\sum _{i}dq_{i}\wedge dp_{i}}。除非另有说明，否则本节将假设这些参数。
- 哈密顿谐振子：{\displaystyle (\mathbb {R} ^{2n},\omega ,H)}，其中{\displaystyle H(\mathbf {q} ,\mathbf {p} )=\sum _{i}\left({\frac {p_{i}^{2}}{2m}}+{\frac {1}{2}}m\omega _{i}^{2}q_{i}^{2}\right)}。定义{\displaystyle H_{i}={\frac {p_{i}^{2}}{2m}}+{\frac {1}{2}}m\omega _{i}^{2}q_{i}^{2}}，可积系统是{\displaystyle (H,H_{1},\cdots ,H_{n-1})}。

- 连心力系统{\displaystyle (\mathbb {R} ^{6},\omega ,H)}，其中{\displaystyle H(\mathbf {q} ,\mathbf {p} )={\frac {\mathbf {p} ^{2}}{2m}}-U(\mathbf {q} ^{2})}，U是某势函数。定义角动量{\displaystyle \mathbf {L} =\mathbf {p} \times \mathbf {q} }，可积系统是{\displaystyle (H,\mathbf {L} ^{2},L_{3})}。

- 可积陀螺：拉格朗日、欧拉、柯瓦列夫斯卡娅陀螺（英语：Lagrange, Euler, and Kovalevskaya tops）是刘维尔可积的。